# Kunin (gromada)
Kunin – dawna gromada, czyli najmniejsza jednostka podziału terytorialnego Polskiej Rzeczypospolitej Ludowej w latach 1954–1972.
Gromady, z gromadzkimi radami narodowymi (GRN) jako organami władzy najniższego stopnia na wsi, funkcjonowały od reformy reorganizującej administrację wiejską przeprowadzonej jesienią 1954 do momentu ich zniesienia z dniem 1 stycznia 1973, tym samym wypierając organizację gminną w latach 1954–1972.
Gromadę Kunin z siedzibą GRN w Kuninie utworzono – jako jedną z 8759 gromad na obszarze Polski – w powiecie ostrołęckim w woj. warszawskim, na mocy uchwały nr VI/10/10/54 WRN w Warszawie z dnia 5 października 1954. W skład jednostki weszły obszary dotychczasowych gromad Borki, Dzbądzek, Kunin, Michałowo, Szarłat, Wólka Kunińska i Zaorze oraz lasy państwowe o obszarze 2526 ha (których północna granica przylega do gromad Dąbrówka i Smólnik) ze zniesionej gminy Goworowo w tymże powiecie. Dla gromady ustalono 15 członków gromadzkiej rady narodowej.
31 grudnia 1961 gromadę zniesiono, włączając jej obszar do gromady Pasieki w tymże powiecie.